# Josep Maria Moliné
Josep Maria Moliné est un compositeur catalan né à Barcelone le 25 janvier 1819 et mort dans cette même ville le 24 août 1883.
Il a étudié la composition avec le maître de chapelle de la Basilique de Barcelone, Ramón Aleix i Batlle, et le violon avec Francesco Beroni, directeur du Théâtre de la Sainte-Croix de Barcelone. Après son voyage à Cuba comme violoniste, il est retourné à Barcelone et a commencé à diriger l'orchestre qui participa aux concerts d'Anselm Clavé entre 1858 et 1866. Il a également dirigé la Societat Coral Barcino.